# Cité de l'Automobile

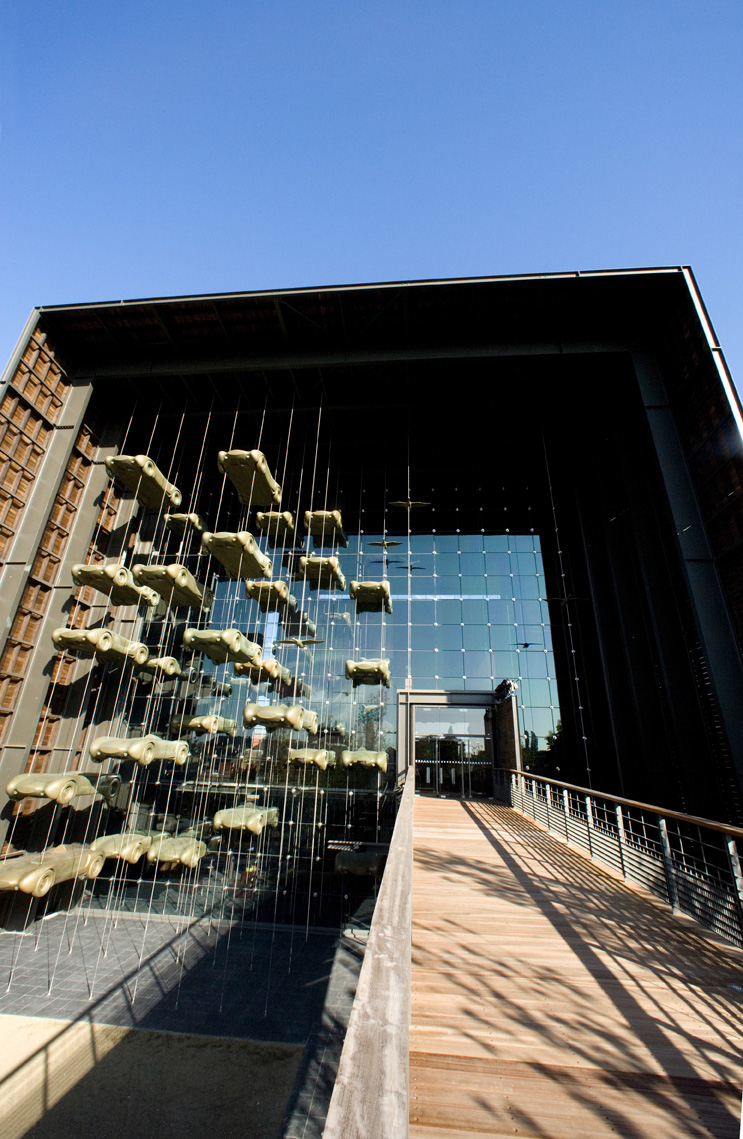
Entrada al Museo.

Le Musée National de l’Automobile - Collection Schlumpf, Colección Schlumpf de Mulhouse (Alto Rin) Francia, es la mayor colección de automóviles del mundo, con 500 automóviles de 98 marcas, desde 1878 hasta el presente. El museo, ubicado en una vieja fábrica textil, contiene la mayor colección de automóviles Bugatti del mundo, que incluye dos de los seis Bugatti Royale fabricados.

## Colección
La colección está compuesta por 500 vehículos de 98 marcas:
- «El periodo de los pioneros del automóvil» se extiende de 1878 a 1918 con los Panhard, Peugeot, De Dion-Bouton, Benz, Porsche, 123 Bugatti, 2 de los 6 Bugatti Royale, Rolls-Royce, Maserati, Ferrari, Mercedes, Hispano-Suiza, Delahaye, Renault, Citroën etc…
- «Las carreras automovilísticas» presenta a los pioneros de las carreras automovilísticas, de 1902 a 1939, como los pilotos Juan Manuel Fangio o Maurice Trintignant, y numerosos modelos de competición legendarios, como Bugatti Type 35, Mercedes-Benz W 196, Ferrari de Fórmula 1, Gordini, Maserati, Lancia...
- Coches que han marcado la historia moderna, tales como Peugeot 205 Turbo 16, prototipos de los años 1980 y años 1990, Peugeot 905, Porsche 935, Porsche 956, Bugatti EB110, Bugatti Veyron 16.4...

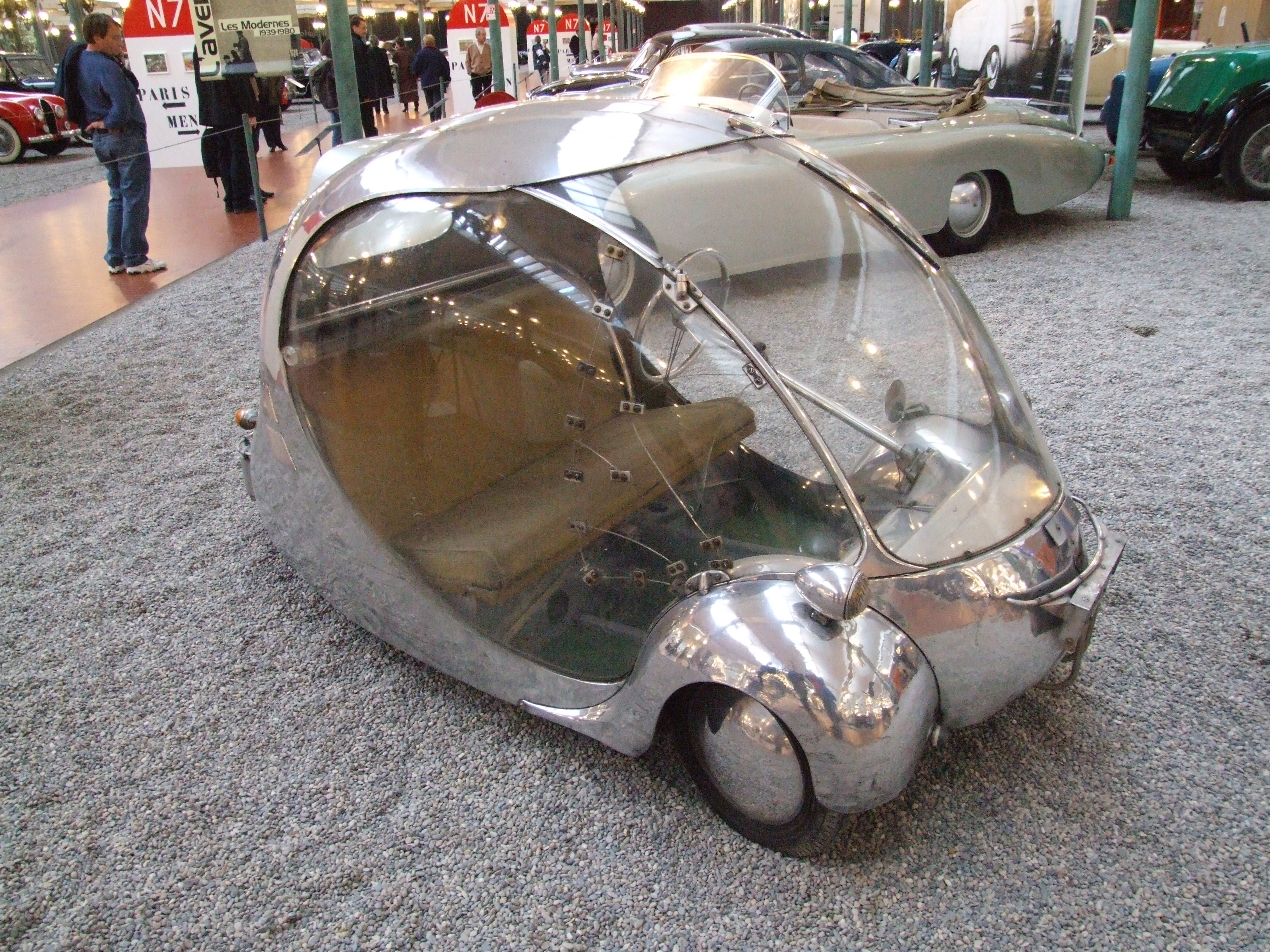
Œuf eléctrico de Paul Arzens, 1942
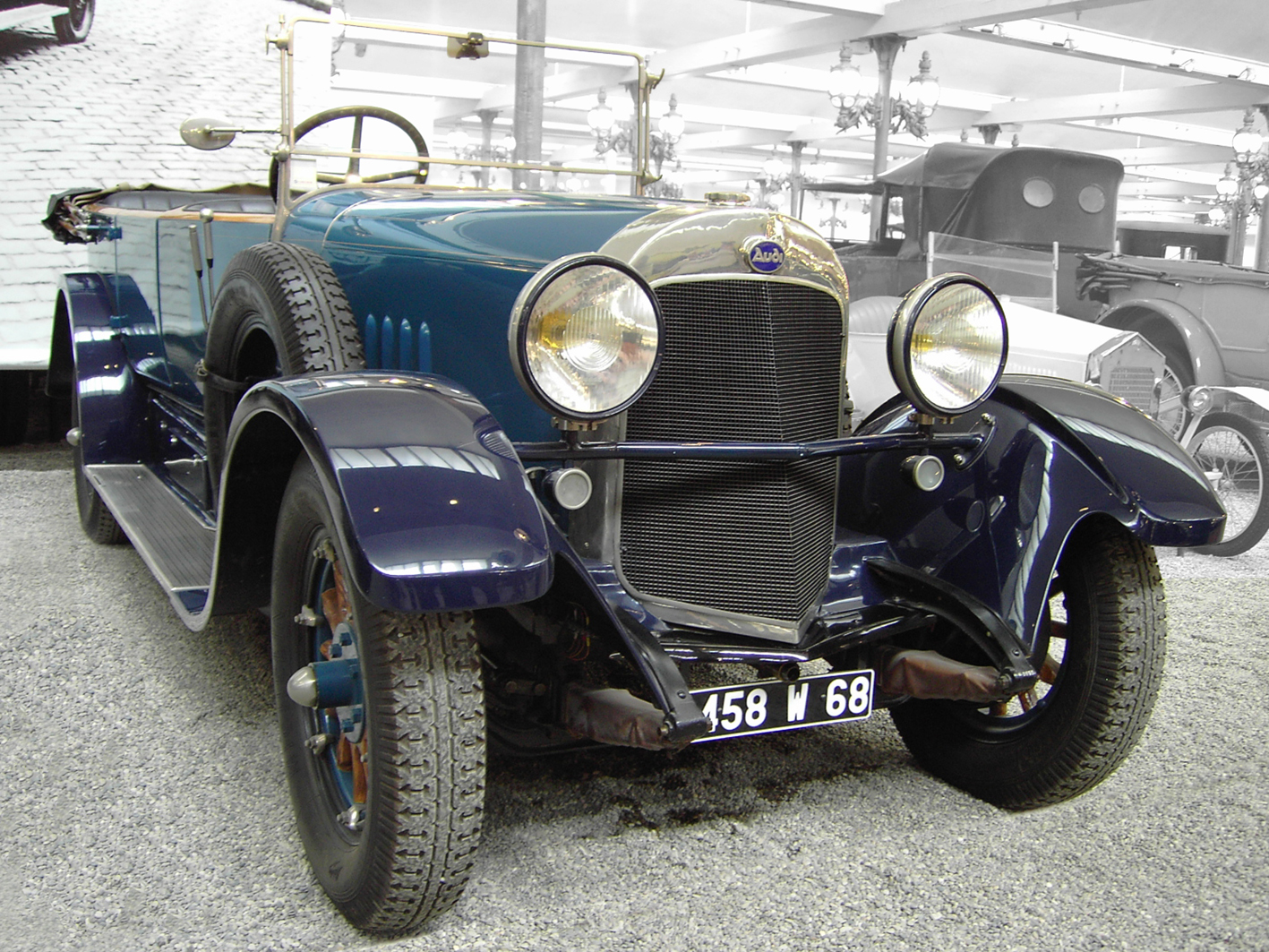
Audi Tipo E
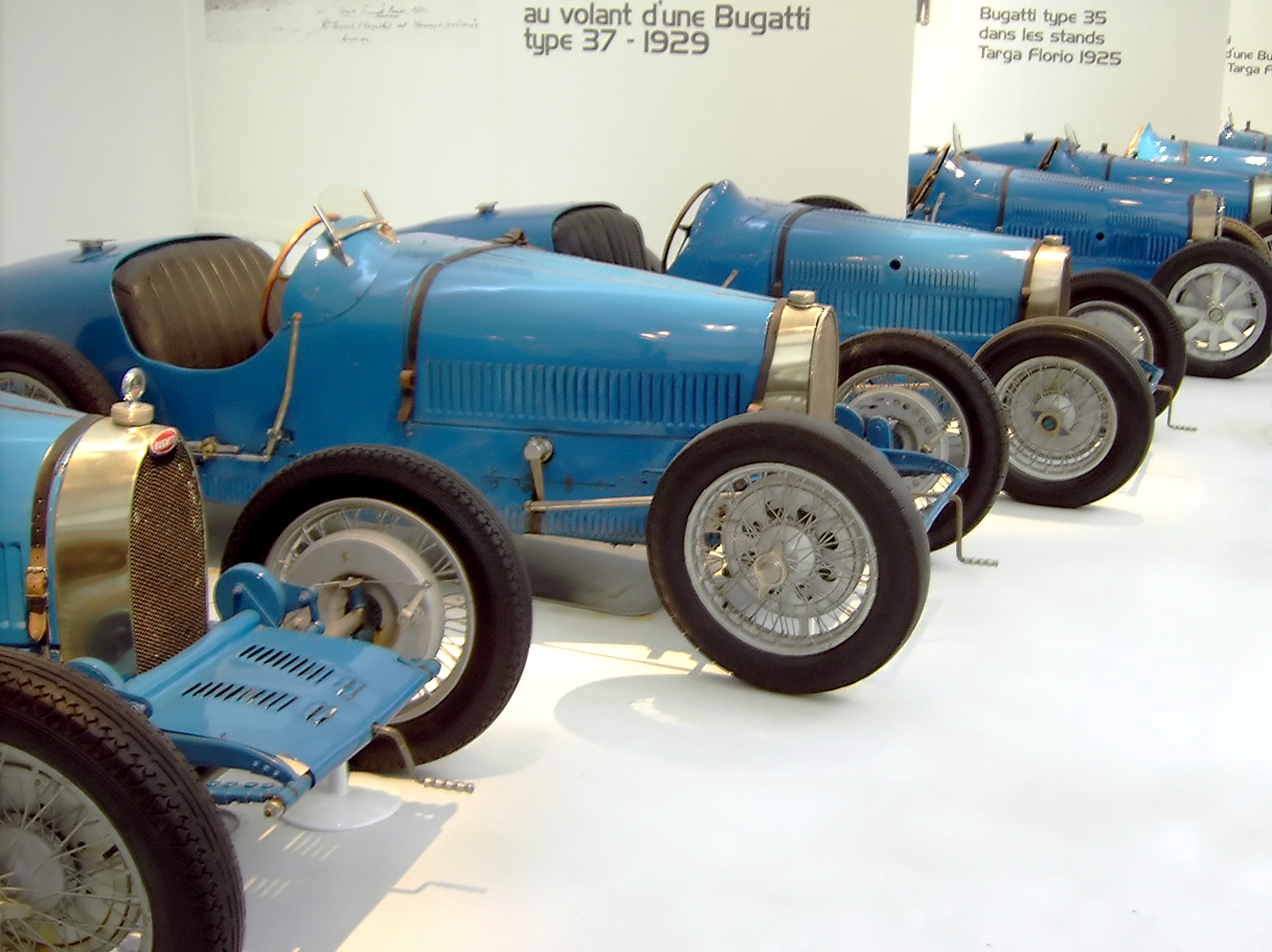
Bugatti Racing
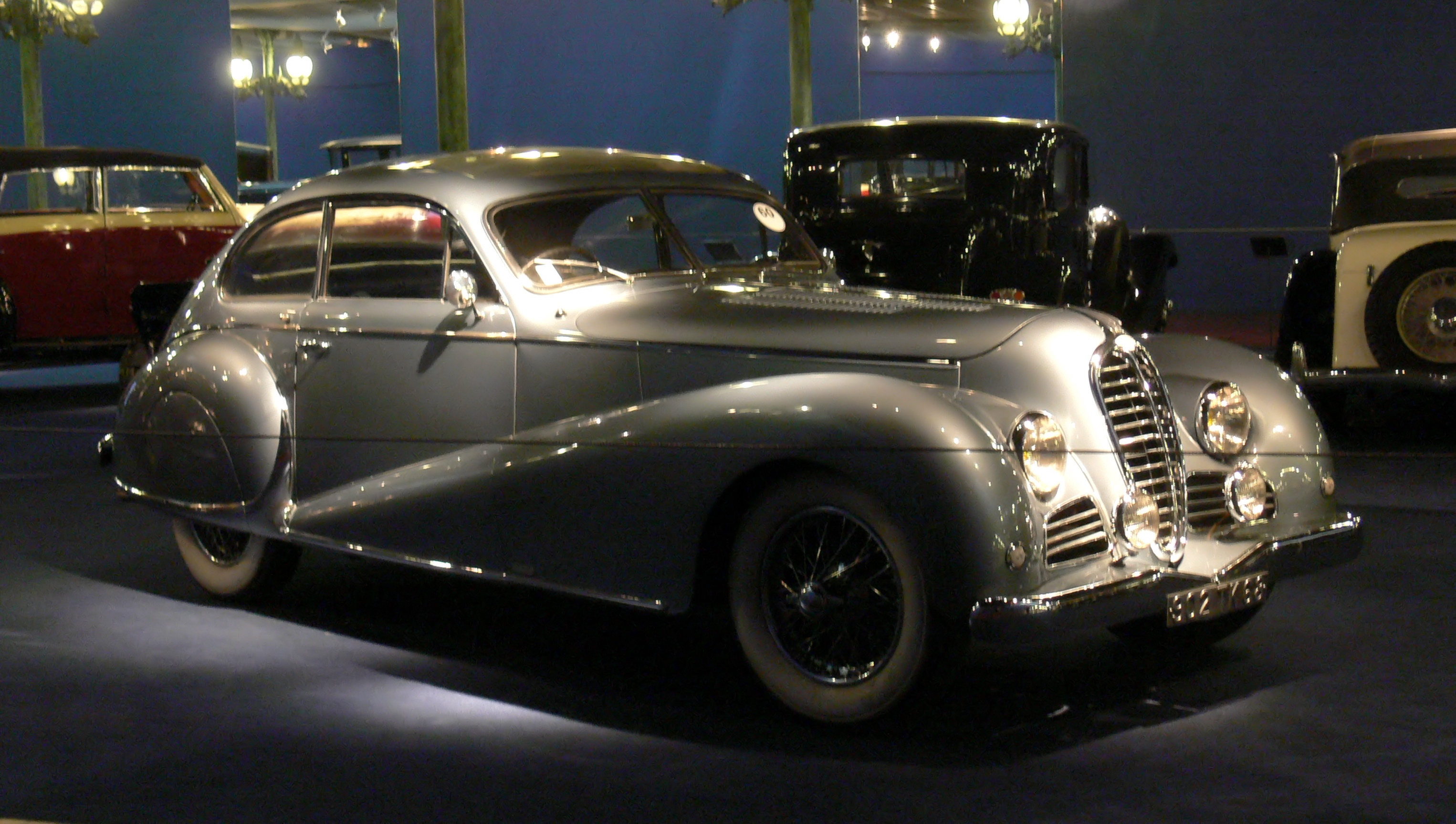
Delahaye 135 MS por Antem
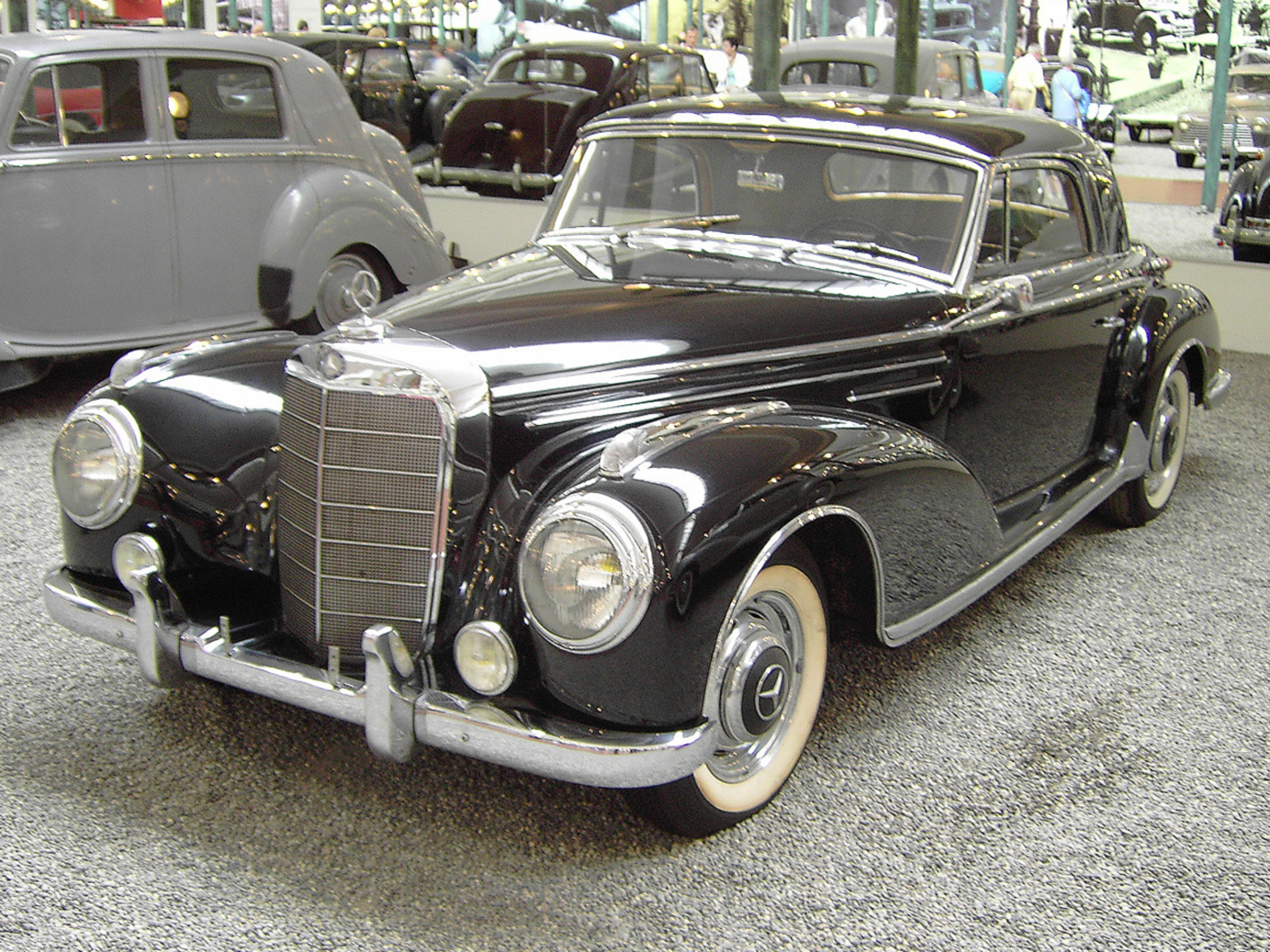
Mercedes-Benz 300 S Cupé
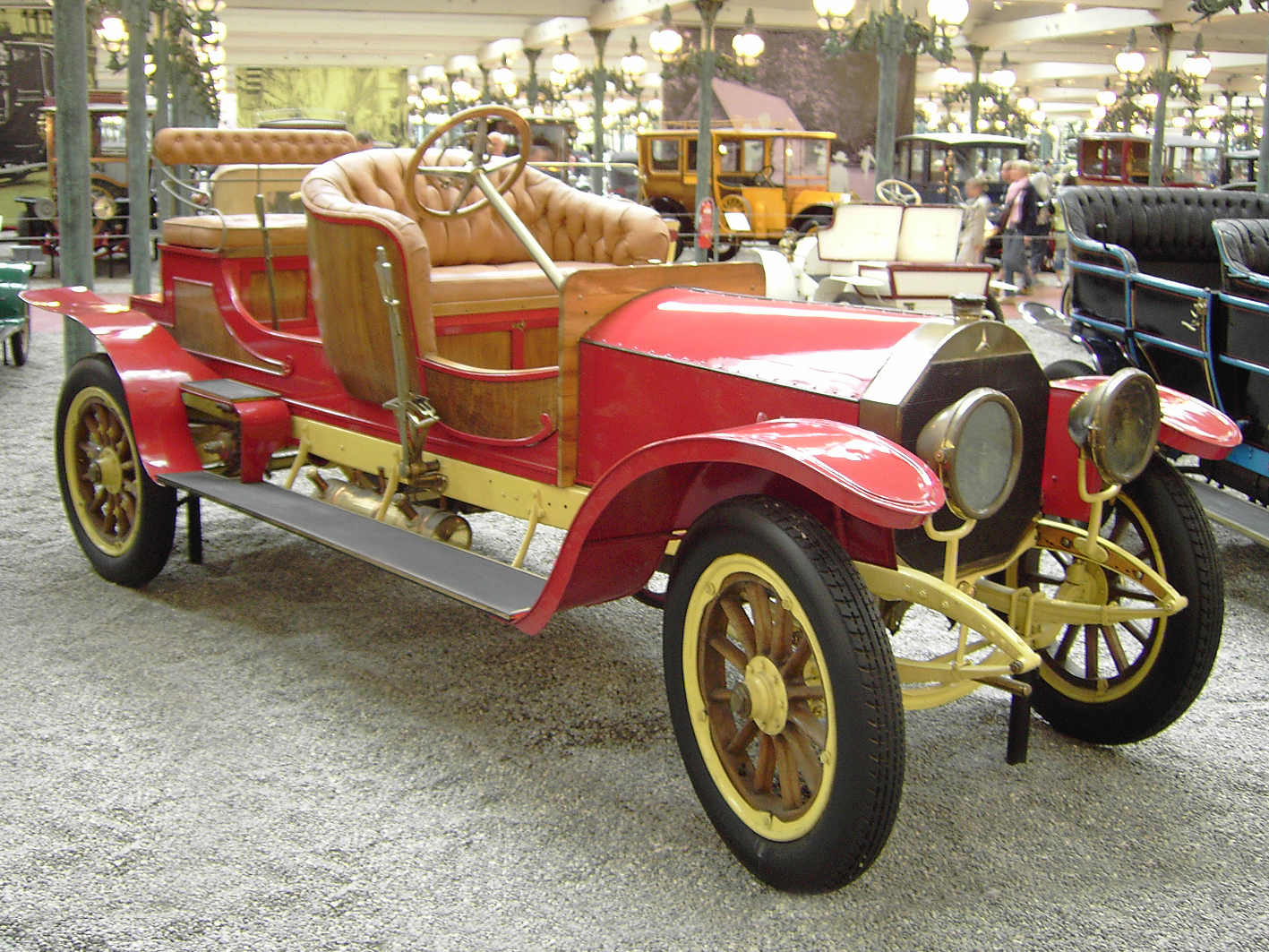
Mercedes-Benz Double Faetón
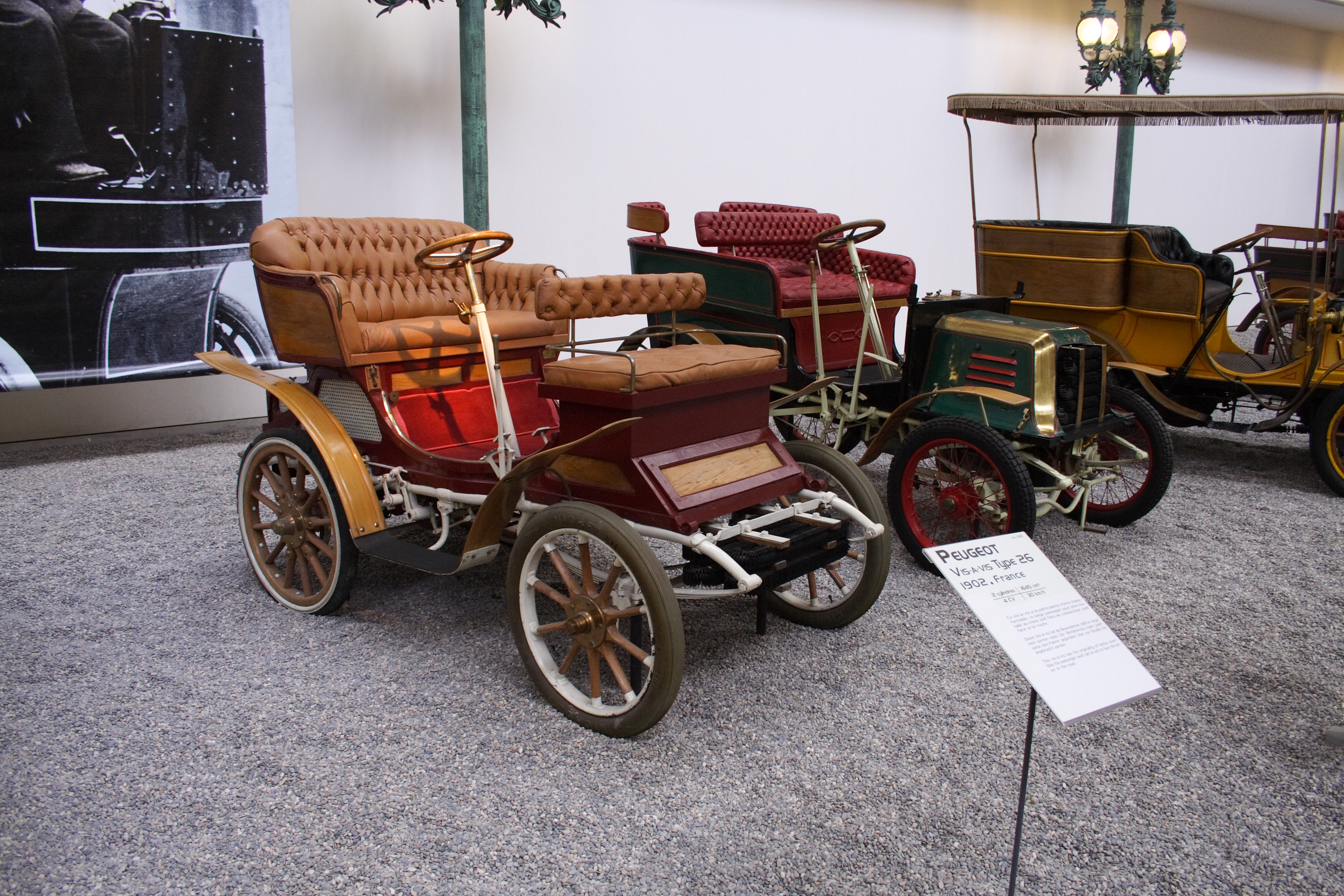
Peugeot vis-a-vis Tipo 26
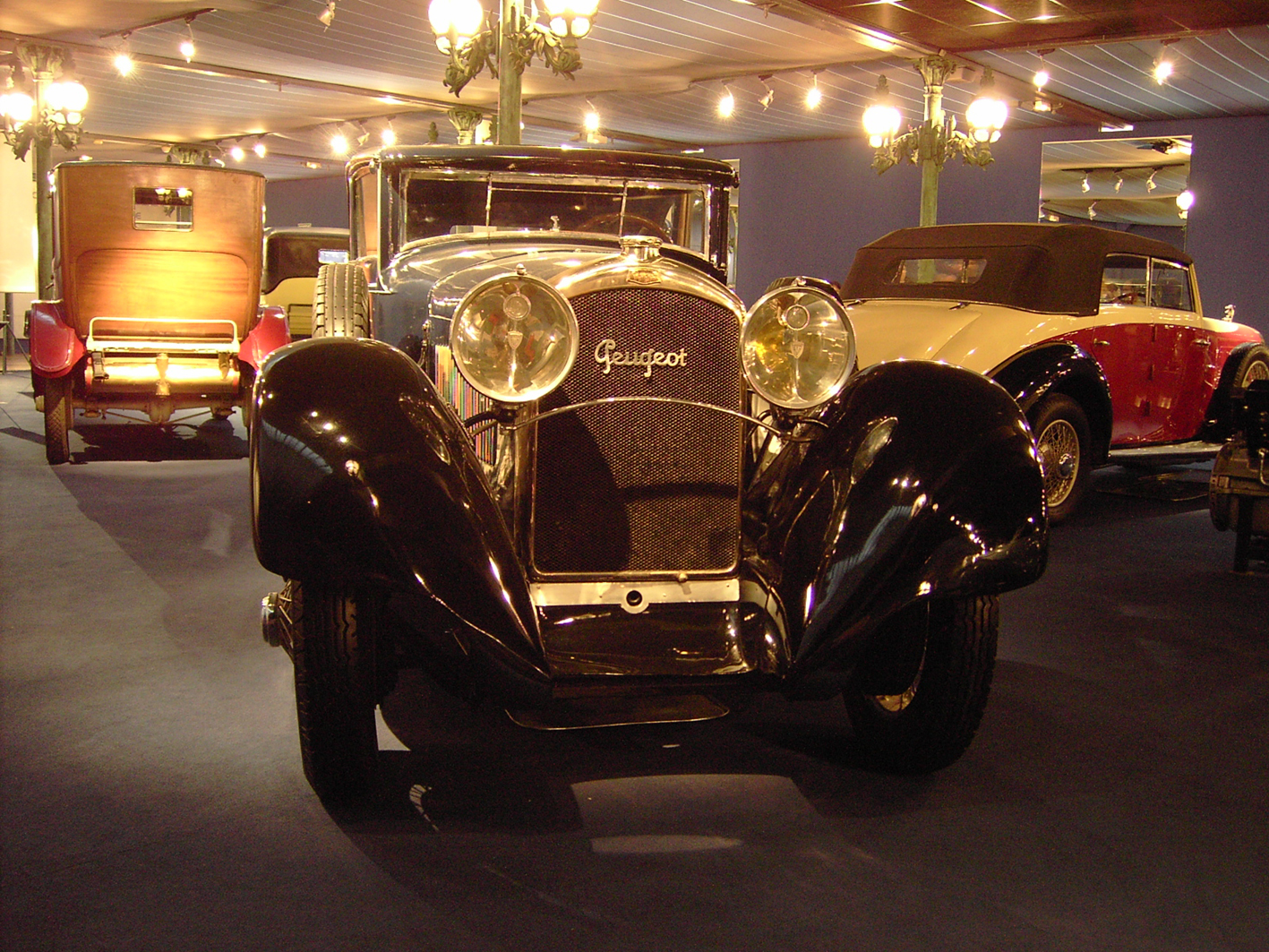
Peugeot
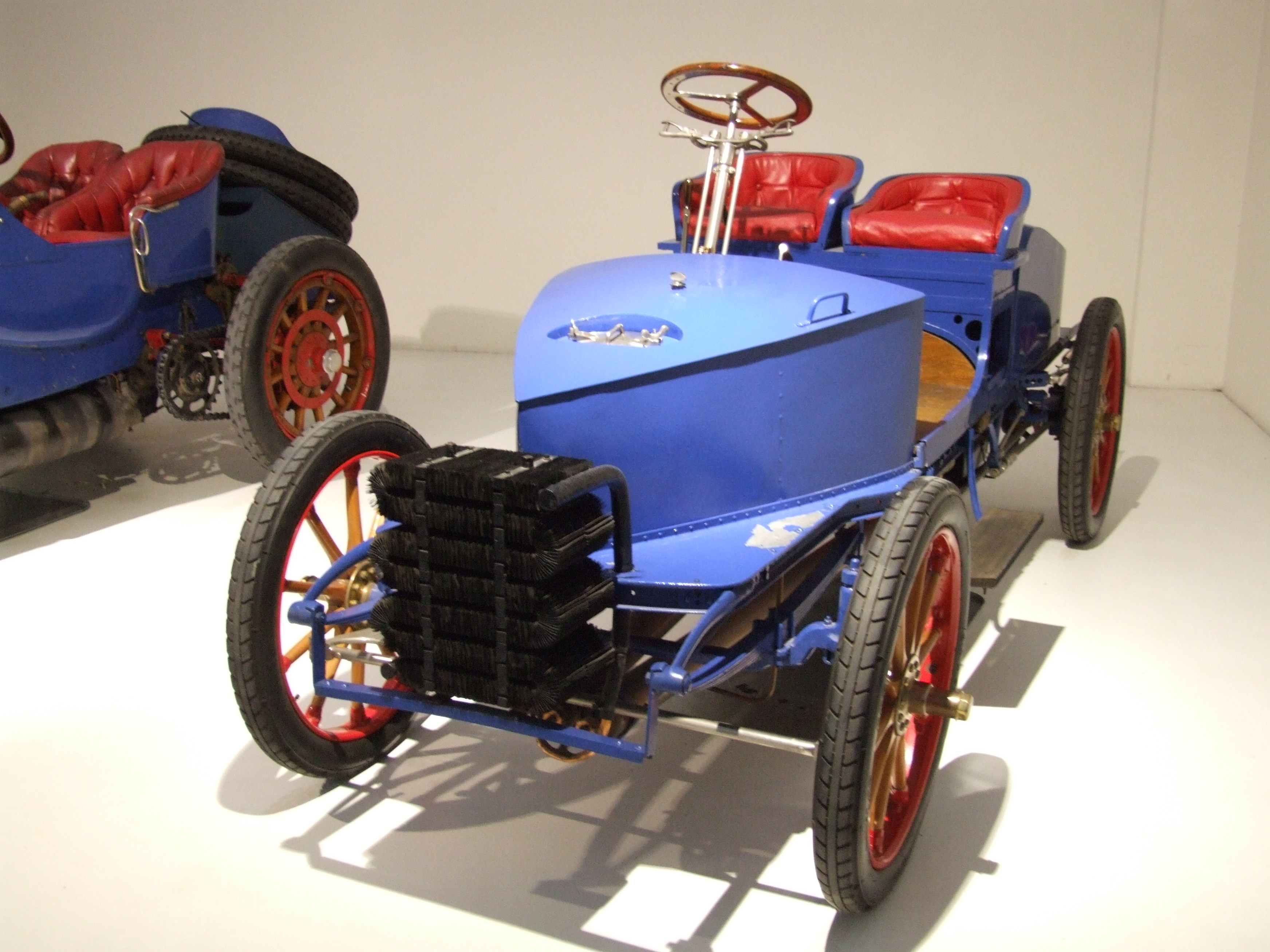
Léon Serpollet biplaza tipo H, 1902
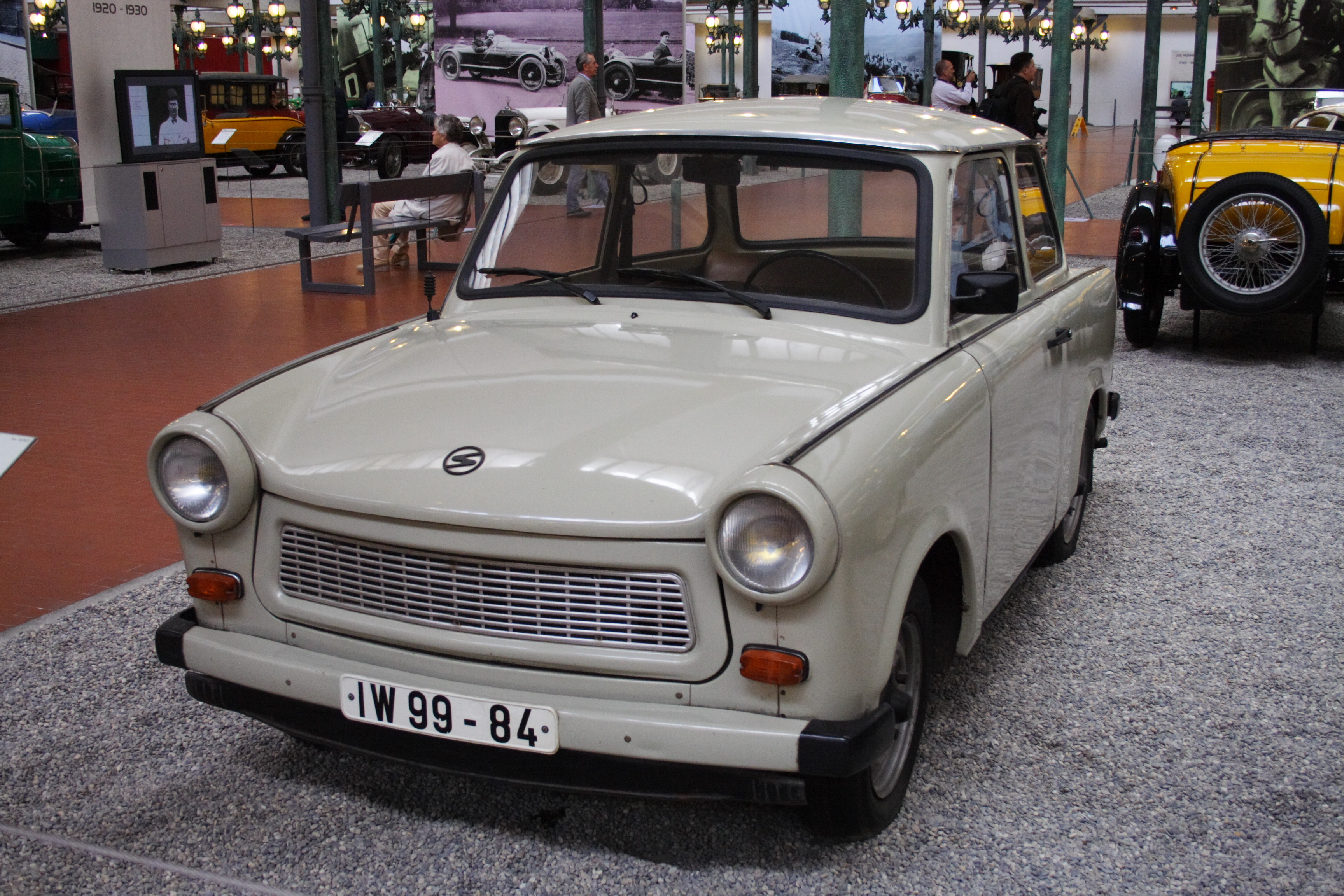
Trabant 601

## Vehículos de la colección, por marca
1 ABC, 8 Alfa Romeo, 4 Amilcar, 2 Arzens, 1 Aster, 1 Aston Martin, 1 Audi, 1 Austro-Daimler, 3 Ballot, 1 Bardon, 1 Barraco, 2 Barré, 1 Baudier, 4 Bentley, 8 Benz, 1 B.N.C, 1 Bollée, 1 Brasier, 123 Bugatti, 1 Charron Ltd, 1 Chrysler, 1 Cisitalia, 10 Citroën, 1 Clément de Dion, 2 Clément-Bayard, 1 Clément-Panhard, 1 Corre La Licorne, 6 Daimler, 4 Darracq, 1 Decauville, 1 De Dietrich, 29 De Dion-Bouton, 3 Delage, 4 Delahaye, 2 Delaunay-Belleville, 1 Dufaux, 1 Ensais, 1 Esculape, 2 Farman, 13 Ferrari, 4 Fiat, 3 Ford, 1 Fouillaron, 3 Georges Richard, 1 Gladiator, 11 Gordini, 7 Hispano-Suiza, 3 Horch, 2 Horlacher, 1 Hotchkiss, 2 Hotchkiss-Gregoire, 1 Jaquot (Dampfwagen), 3 Le Zèbre, 1 Lorraine-Dietrich, 4 Lotus, 1 MAF , 1 McLaren-Peugeot, 8 Maserati, 2 Mathis, 1 Maurer-Union, 7 Maybach, 1 Menier, 9 Mercedes, 22 Mercedes-Benz, 2 Minerva, 2 Monet-Goyon, 2 Mors, 1 Moto-Peugeot, 2 Neracar, 1 O.M., 19 Panhard & Levassor, 1 Pegaso, 29 Peugeot, 1 Philos, 1 Piccard-Picet, 3 Piccolo, 2 Pilain, 6 Porsche, 1 Ravel, 18 Renault, 1 Rheda, 1 Richard-Brasier, 1 Ripert, 1 Rochet-Schneider, 14 Rolls-Royce, 1 Sage, 1 Salmson, 1 Scott, 1 Sénéchal, 5 Serpollet, 3 Simca-Gordini, 1 Sizaire-Naudin, 1 Soncin, 1 Standard-Swallow, 1 Steyr, 2 Talbot, 1 Tatra, 1 Toyota, 1 Trabant, 1 Turicum, 1 Vaillante, 7 Vélo, 1 Vélo-Goldschmitt, 1 Vélo-Peugeot, 1 Vermotel, 1 Violet-Bogey, 3 Voisin, 1 Volkswagen, 2 Zedel.